# Championnat de Belgique de rugby à XV 2016-2017
 (signalé en mai 2025).
Si vous disposez d'ouvrages ou d'articles de référence ou si vous connaissez des sites web de qualité traitant du thème abordé ici, merci de compléter l'article en donnant les références utiles à sa vérifiabilité et en les liant à la section « Notes et références ».
- Archive Wikiwix
- Bing
- Cairn
- DuckDuckGo
- E. Universalis
- Gallica
- Google
- G. Books
- G. News
- G. Scholar
- Persée
- Qwant
- (zh) Baidu
- (ru) Yandex
- (wd) trouver des œuvres sur Wikidata

Navigation
Championnat 2015-2016 Championnat 2017-2018
Le Championnat de Belgique de rugby à XV 2016-2017, appelé Bofferding Rugby League du nom de son sponsor, oppose les huit meilleures équipes belges de rugby à XV. 

## Liste des équipes en compétition
Le RCF Liège, vainqueur de la division 2, est promu en première division et remplace le Boitsfort RC. La compétition oppose pour la saison 2016-2017 les huit meilleures équipes belges de rugby à XV :
| Équipes             | Ville      | Stade                        |
| ------------------- | ---------- | ---------------------------- |
| ASUB Rugby Waterloo | Waterloo   | Stade du Pachy               |
| RCF Liège           | Liège      | Stade provincial de Naimette |
| RC La Hulpe         | La Hulpe   | Stade du Brésil              |
| Dendermondse RC     | Termonde   | Sportcomplex Sint-Gillis     |
| Kituro RC           | Schaerbeek | Complexe Wahis               |
| RC Frameries        | Frameries  | Terrain 1 Cité Pierard       |
| RC Soignies         | Soignies   | Chemin Tour Lette            |
| Ottignies RC        | Ottignies  | Stade Boubacar Barry Copa    |

### Classement de la phase régulière
| Rang | Club               | J  | V  | N | D  | Bo | Bd | Pm  | Pe  | Diff | Pts |
| ---- | ------------------ | -- | -- | - | -- | -- | -- | --- | --- | ---- | --- |
| 1    | Dendermonde RC (T) | 14 | 11 | 0 | 3  | 9  | 1  | 510 | 207 | +303 | 54  |
| 2    | Ottignies RC       | 14 | 9  | 0 | 5  | 5  | 5  | 385 | 235 | +150 | 46  |
| 3    | RC Soignies        | 14 | 10 | 0 | 4  | 3  | 1  | 328 | 241 | +87  | 44  |
| 4    | La Hulpe           | 14 | 9  | 0 | 5  | 6  | 2  | 323 | 204 | +119 | 44  |
| 5    | ASUB Waterloo      | 14 | 9  | 0 | 5  | 4  | 2  | 298 | 229 | +69  | 42  |
| 6    | Kituro RC          | 14 | 4  | 0 | 10 | 2  | 4  | 263 | 372 | -109 | 22  |
| 7    | RCF Liège (P)      | 14 | 3  | 0 | 11 | 2  | 1  | 175 | 497 | -322 | 15  |
| 8    | RC Frameries       | 14 | 1  | 0 | 13 | 1  | 1  | 150 | 447 | -297 | 6   |

|  | Qualifiés pour la phase finale (no 1, no 2, no 3, no 4) |
|  | Relégué (no 8)                                          |
|  | T : tenant du titre 2016 • P : promu 2016               |

Attribution des points : victoire sur tapis vert : 5, victoire : 4, match nul : 2, défaite : 0, forfait : -2 ; plus les bonus (offensif : 4 essais marqués ; défensif : défaite par 7 points d'écart ou moins).
Règles de classement : ?

## Phases finales
Les quatre premiers de la phase régulière sont qualifiés pour les demi-finales. L'équipe classée première affronte à domicile celle classée quatrième alors que la seconde reçoit la troisième.
|  | Demi-finales    | Demi-finales |                 |    | Finale      | Finale      |
|  | Demi-finales    | Demi-finales |                 |    | Finale      | Finale      |
|  |                 |              |                 |    |             |             |
|  | 7 mai 2017      | 7 mai 2017   |                 |    | 25 mai 2017 | 25 mai 2017 |
|  | 7 mai 2017      | 7 mai 2017   |                 |    | 25 mai 2017 | 25 mai 2017 |
|  | Dendermondse RC | 25           |                 |    | 25 mai 2017 | 25 mai 2017 |
|  | Dendermondse RC | 25           |                 |    | 25 mai 2017 | 25 mai 2017 |
|  | RC La Hulpe     | 8            |                 |    | 25 mai 2017 | 25 mai 2017 |
|  | RC La Hulpe     | 8            | Dendermondse RC | 19 |             |             |
|  | 7 mai 2017      |              | Dendermondse RC | 19 |             |             |
|  |                 | RC Soignies  | 16              |    |             |             |
|  | Ottignies RC    | RC Soignies  | 16              | 6  |             |             |
|  | Ottignies RC    |              |                 | 6  |             |             |
|  | RC Soignies     | 31           |                 |    |             |             |
|  | RC Soignies     | 31           |                 |    |             |             |

### Demi-finales
| 7 mai 2017 | Dendermondse RC | 25 - 8 | RC La Hulpe |  |
| 7 mai 2017 |                 |        |             |  |
| 7 mai 2017 |                 |        |             |  |

| 7 mai 2017 | Ottignies RC | 6 - 31 | RC Soignies |  |
| 7 mai 2017 |              |        |             |  |
| 7 mai 2017 |              |        |             |  |

### Finale
| 25 mai 2017 | Dendermondse RC              | 19 - 16 (3-3) | RC Soignies                                        |  |
| 25 mai 2017 | Essai(s) : 2 Pénalité(s) : 3 |               | Essai(s) : 1 Transformation(s) : 1 Pénalité(s) : 3 |  |
| 25 mai 2017 |                              |               |                                                    |  |